# Rassemblement national des indépendants
Pour les articles homonymes, voir Rassemblement national (page d'homonymie).
Le Rassemblement national des indépendants (RNI) (amazighe : ⴰⴳⵔⴰⵡ ⴰⵏⴰⵎⵓⵔ ⵢ ⵉⵏⵙⵉⵎⴰⵏⵏ, arabe : التجمع الوطني للأحرار ) est un parti politique marocain de centre droit, d'idéologie libérale, fondé en 1978 par Ahmed Osman, ancien premier ministre et beau-frère du roi Hassan II.
Depuis l'élection de 2016, son président est Aziz Akhannouch.
Il est souvent désigné comme le « parti de la bourgeoisie », du fait qu'il abrite en son sein un bon nombre de richissimes hommes d'affaires et de cadres.  

## Historique

### Fondation
Le parti est créé le 28 novembre 1978 par les élus au parlement sans appartenance politique et présidé par Ahmed Osman, Ancien Premier ministre et beau-frère de Hassan II.
Il participe ensuite au gouvernement d'alternance formant ainsi une coalition centriste.
Ahmed Osman nommé Premier ministre pour la période de 1972-1979, et Mohammed Haddou Echiguer nommé ministre de l'Intérieur pour la période de 1973-1976 ont conduit la Marche Verte en 1975. Ahmed Osman a présidé le Parlement durant deux législatures (1984-1992).
À la suite des élections législatives de 1977, création d'un groupe parlementaire composé de 167 députés sans appartenance politique au sein de la chambre des représentants.
Le parti compte tenu de ses orientations politiques appelant à une application effective et à une responsabilisation de tous les acteurs politiques, a participé au Gouvernement d'alternance en 1998 et continue d'occuper des postes ministériels au sein de l'actuel gouvernement.
Le parti a connu une scission donnant naissance au Parti national-démocrate (PND) en 1981, mais continue à occuper les devants de l'échiquier politique national avec une forte présence au niveau de la première et la deuxième chambre.

### Nouvelle ère
Le RNI peine depuis l'amorce de l'ère de démocratisation à effacer l'image de «parti de l'administration» qui lui a été affublée durant le régime de Hassan II.
Ce parti essaie depuis 1997 et surtout depuis 2002 de se situer clairement comme étant un parti de droite modérée libérale économiquement et prônant la démocratie.
Ahmed Osman a été renversé en avril 2007 à la suite d'un coup de force mené par une partie du bureau politique mécontente de la gestion des affaires. Le RNI a organisé un congrès le 21-22-23 mai qui a abouti sur l'élection de Mustapha Mansouri, ministre de l'emploi, face à Mustapha Oukacha.
Mustapha Mansouri, donné perdant au tout début des tractations, a bénéficié d'une campagne de presse très favorable mais aussi du ralliement providentiel de l'ancien ministre des droits de l'Homme, Aoujar, après que celui-ci retira sa candidature à la présidence du parti.

### Élection de Mezouar
Le 23 janvier 2010 à Marrakech, Salaheddine Mezouar a été élu président du Rassemblement national des indépendants, après avoir écarté Mustapha Mansouri grâce à son courant réformateur.

### Législatives de 2011
Lors des législatives de 2011, Salaheddine Mezouar crée la surprise en annonçant la mise en place d’une coalition composée de huit partis politiques : le RNI, le PAM, le MP, l’UC, le Parti travailliste (PT), le Parti socialiste (PS), celui de la Renaissance et de la vertu (PRV), et le Parti de la gauche verte (PGV) . La presse marocaine surnomme cette coalition le G8 .

### Réélection de Mezouar
Le 28 avril 2012, il est reconduit dans ses fonctions lors du 5e congrès ordinaire du parti tenu à Rabat, avec 1 928 voix contre 115 pour son concurrent Rachid Sassi.
Dans le gouvernement El Othmani (depuis 2017), le RNI compte sept portefeuilles ministériels.

## Organisation interne
Le conseil national du RNI, constitué de plus de 700 militants, élit le comité central (403 membres) qui constitue son parlement, son instance dirigeante.
Le comité, quant à lui, désigne le bureau exécutif (33 membres) constitué d’un conseil d’administration et d’un organe de gestion.

## Organisations parallèles
- Fédération Nationale de la Jeunesse RNIste [12]
- Organisation des Avocats RNIstes
- Association Nationale des Commerçants “Indépendants”
- Association des ingénieurs RNIstes
- Fédération Nationale des Femmes du RNI
- Organisation nationale des cadres et du personnel du secteur de la santé RNIstes
- Instance nationale RNIste du secteur des taxis
- Association des professeurs universitaires du RNI
- Organisation Al Hamama pour l’éducation et le scoutisme
- Organisation des Etudiants du RNI
- Organisation des Experts Comptables et Financiers du RNI
- Organisation nationale des fonctionnaires et cadres administratifs RNIstes
- Association Marocaine de Secours Civil
- Association Amal Al-Ahrar pour les personnes ayant des besoins spéciaux

## Représentation au sein du gouvernement marocain
Dans le gouvernement Akhannouch (depuis 2021) : 
|  | Ministre            | Portefeuille                                                                                               |
|  | ------------------- | --- |
|  | Nadia Fettah Alaoui | Ministre de l'Économie et des Finances                                                                     |
|  | Chakib Benmoussa    | Ministre de l'Éducation nationale, du Préscolaire et des Sports                                            |
|  | Mohamed Sadiki      | Ministre de l'Agriculture, de la Pêche maritime, du Développement rural et des Eaux et Forêts              |
|  | Fatim-Zahra Ammor   | Ministre du Tourisme, de l'Artisanat et de l'Économie sociale et solidaire                                 |
|  | Mohcine Jazouli     | Ministre délégué chargé de l'Investissement, de la Convergence et de l'évaluation des Politiques publiques |
|  | Mustapha Baitas     | Ministre chargé des Relations avec le parlement, Porte-parole du gouvernement                              |